# Єсенсайський сільський округ
Єсенса́йський сільський округ (каз. Есенсай ауылдық округі, рос. Есенсайский сельский округ) — адміністративна одиниця у складі Акжаїцького району Західноказахстанської області Казахстану. Адміністративний центр — село Єсенсай.
Населення — 1563 особи (2021; 2118 у 2009, 2588 у 1999, 2555 у 1989).
Станом на 1989 рік існувала Єсенсайська сільська рада (села Акшкол, Єсенсай, Кенсуат, Тасоба) колишнього Тайпацького району. Село Акшкол ліквідовано 2011 року.

## Склад
До складу округу входять такі населені пункти:
| Населений пункт | Старі назви | Населення, осіб (1989) | Населення, осіб (1999) | Населення, осіб (2009) | Населення, осіб (2021) |
| --------------- | ----------- | ---------------------- | ---------------------- | ---------------------- | ---------------------- |
| Акшкол, село    | -           | 220                    | 141                    | 26                     | -                      |
| Єсенсай, село   | -           | 1531                   | 1615                   | 1390                   | 1048                   |
| Кенсуат, село   | -           | 518                    | 566                    | 503                    | 384                    |
| Тасоба, село    | Жалтир      | 286                    | 266                    | 199                    | 131                    |